# 臺中市太平區頭汴國民小學
臺中市太平區頭汴國民小學（簡稱頭汴國小）是位於台灣臺中市太平區東部山區的市立國民小學。

## 校史
- 1942年4月，設立「大平公學校頭汴坑分教場」（今太平國小分校）1班。
- 1946年2月，因中華民國政府接收日本台灣總督府轄區後，頭汴分校獨立設校為「臺中縣頭汴坑國民學校」；9月改為「臺中縣頭汴國民學校」。
- 1951年1月，設立「茅埔分班」1班。
- 1954年8月，茅埔分班改為「東汴分班」；增設「北田分班」1班。
- 1965年8月，設立「茅埔分校」。
- 1968年8月1日實施九年國民教育，校名改為「臺中縣太平鄉頭汴國民小學」。
- 1969年8月，廢除北田分班。
- 1979年8月，茅埔分校獨立設校為「臺中縣太平鄉東汴國民小學」（今臺中市太平區東汴國民小學）；廢除東汴分班。
- 1996年8月，太平鄉升格為太平市，改名「臺中縣太平市頭汴國民小學」
- 2011年12月25日隨臺中縣市合併改制，校名改為「臺中市太平區頭汴國民小學」。

## 歷任校長
1. 林世元：－2011年8月
2. 江雪珍：2011年8月－2019年7月
3. 王素貞：2019年8月－現任

## 外部連結
- 臺中市太平區頭汴國民小學 （页面存档备份，存于）